# ماریچل کولل آپاریسیو
ماریچل کولل آپاریسیو (کاتالونیایی: Meritxell Colell Aparicio؛ زادهٔ ۱۹۸۳) کارگردان فیلم، مستندساز، فیلم‌نامه‌نویس، تدوین‌گر و تهیه‌کننده فیلم اهل اسپانیا است.
از فیلم‌ها یا مجموعه‌های تلویزیونی که وی در آن‌ها نقش داشته‌است می‌توان به «با باد» اشاره نمود که در بخش مسابقهٔ شصت و هشتمین جشنواره بین‌المللی فیلم برلین به نمایش درآمد.